# Wolffia

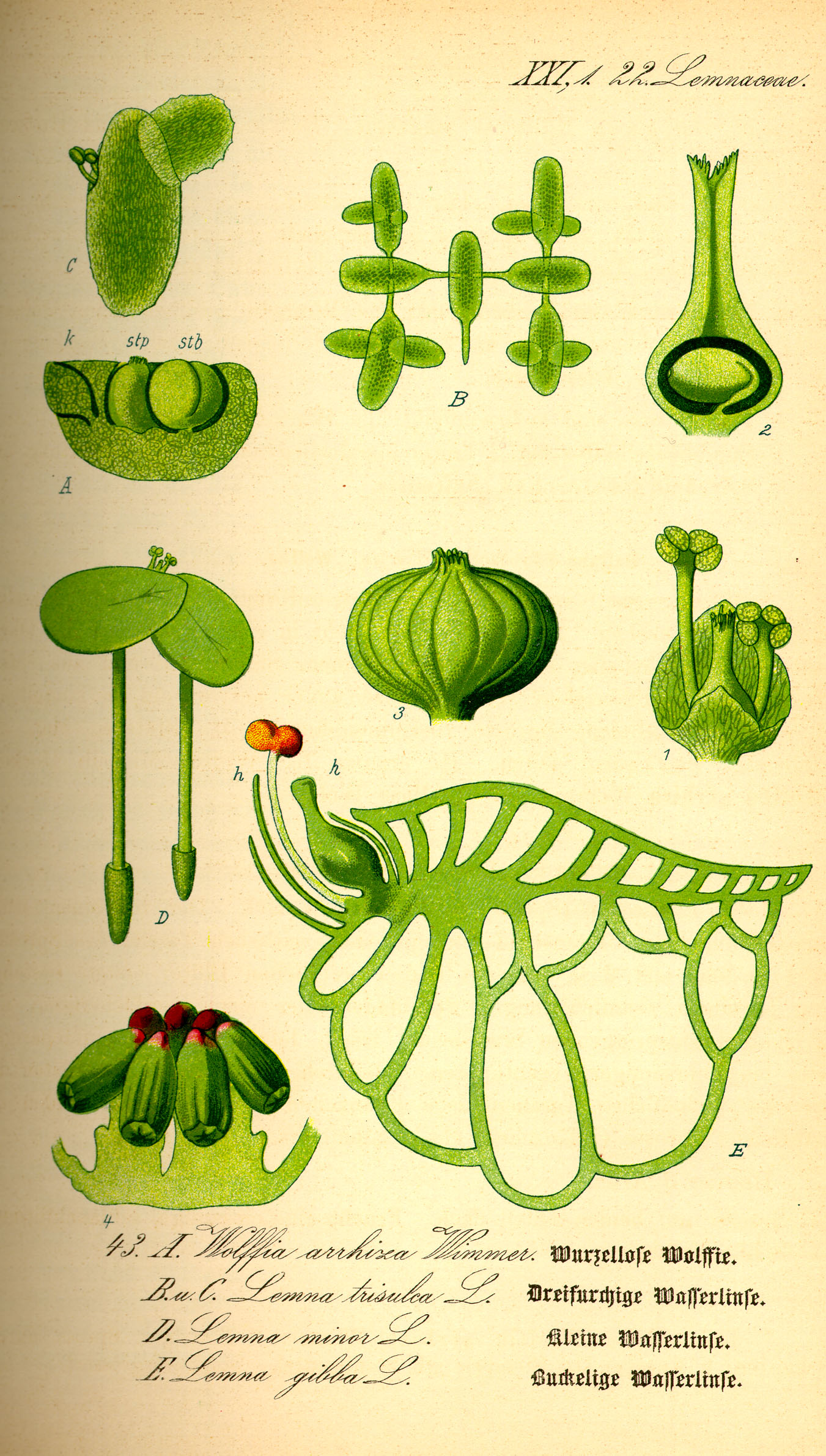
Ilustração de Wolffia arrhiza.

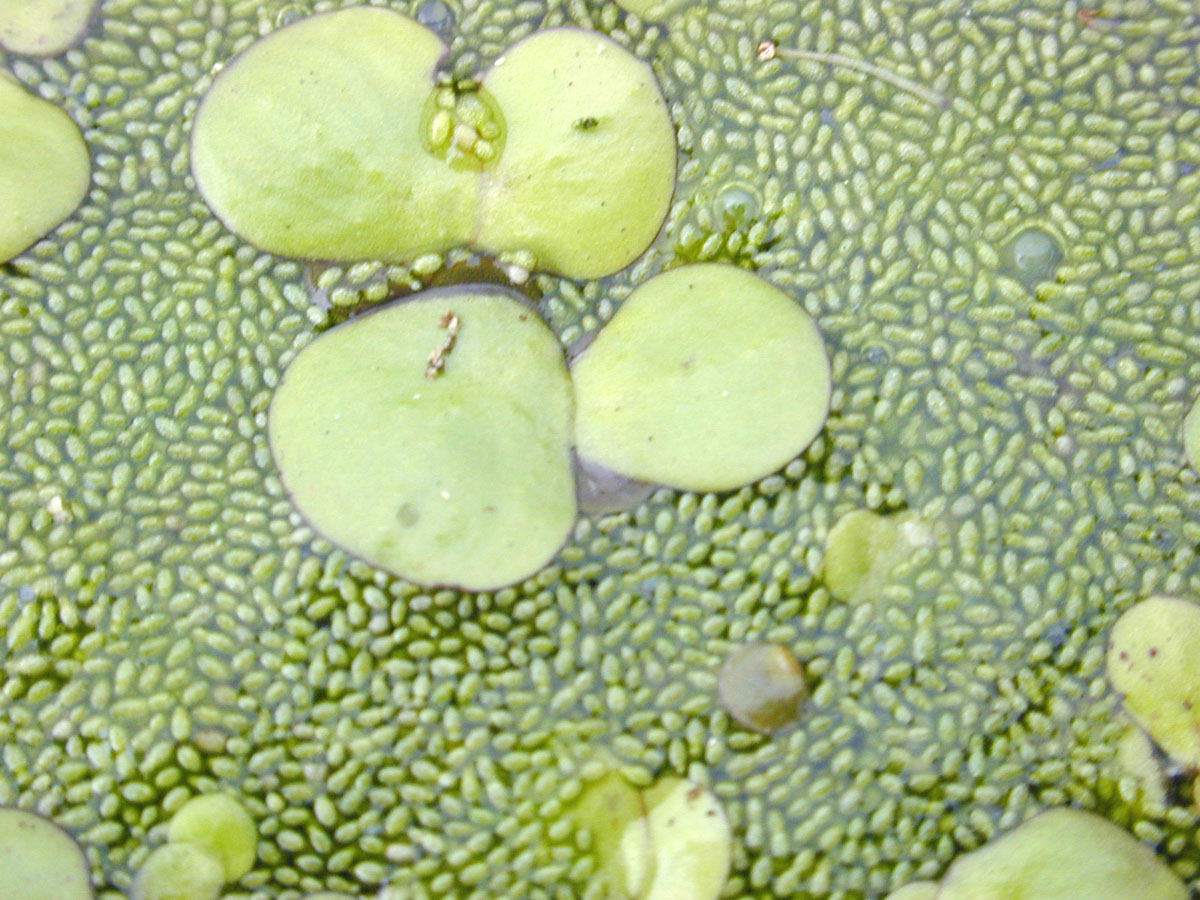
Spirodela polyrhiza (planta maior) e Wolffia globosa (plantas globulares com menos de 2 mm de diâmetro).

Wolffia  é um género de plantas com flor que agrupa de 9 a 11 espécies, que inclui as plantas com as mais pequenas flores que se conhecem. Estas plantas aquáticas lembram manchas de farinha de milho a flutuar na água.

## Descrição
Seus talos possuem cor verde ou verde-amarelo, e sem raízes. A flor é produzida numa depressão na superfície do topo do corpo da planta. Tem um estame e um pistilo (órgãos femininos das flores das Angiospermas).
A maioria das espécies têm uma distribuição muito ampla por vários continentes. Espécies de Wolffia são compostas por cerca de 40 por cento de proteína, aproximadamente o mesmo que o de soja, tornando-as um potencial de alta proteína fonte alimentar humana. Historicamente, têm sido recolhidas a partir da água, e utilizadas na culinária em grande parte da Ásia.

## Espécies
- Wolffia angusta
- Wolffia arrhiza
- Wolffia australiana
- Wolffia borealis
- Wolffia brasiliensis
- Wolffia columbiana
- Wolffia cylindracea
- Wolffia elongata
- Wolffia globosa
- Wolffia microscopica
- Wolffia neglecta